# Orient信用卡
Orient信用卡（日语：株式会社オリエントコーポレーション，Orient Corporation）是一家總部位於日本 東京都千代田區的信用卡公司。這家公司是日本信販業界4大公司之一。Orient信用卡和第一勸業銀行之間有較強的關係，因此也和第一勸業銀行的後繼者瑞穗銀行之間有密切的業務往來。2007年，該公司一度陷入資不抵債。在瑞穗銀行出資之後，Orient信用卡實現重建。

## 外部連結
- オリコ （页面存档备份，存于）